# Ялшове
Ялшове (словац. Jalšové) — село в окрузі Глоговец Трнавського краю Словаччини. Площа села 9,33 км². Станом на 31 грудня 2015 року в селі проживало 493 жителі.
Протікає річка Ваг.

## Історія
Перші згадки про село датуються 1352 роком.

## Населення
| Рік:            | 1994. | 2004.   | 2014.   | 2024.  |
| --------------- | ----- | ------- | ------- | ------ |
| Кількість осіб: | 470   | 469     | 500     | 473    |
| Різниця:        |       | -0,21 % | +6,60 % | -5,4 % |

| Рік:            | 2023. | 2024.   |
| --------------- | ----- | ------- |
| Кількість осіб: | 479   | 473     |
| Різниця:        |       | -1,25 % |